# Règlement de l'UE relatif aux subventions étrangères
 (novembre 2024).

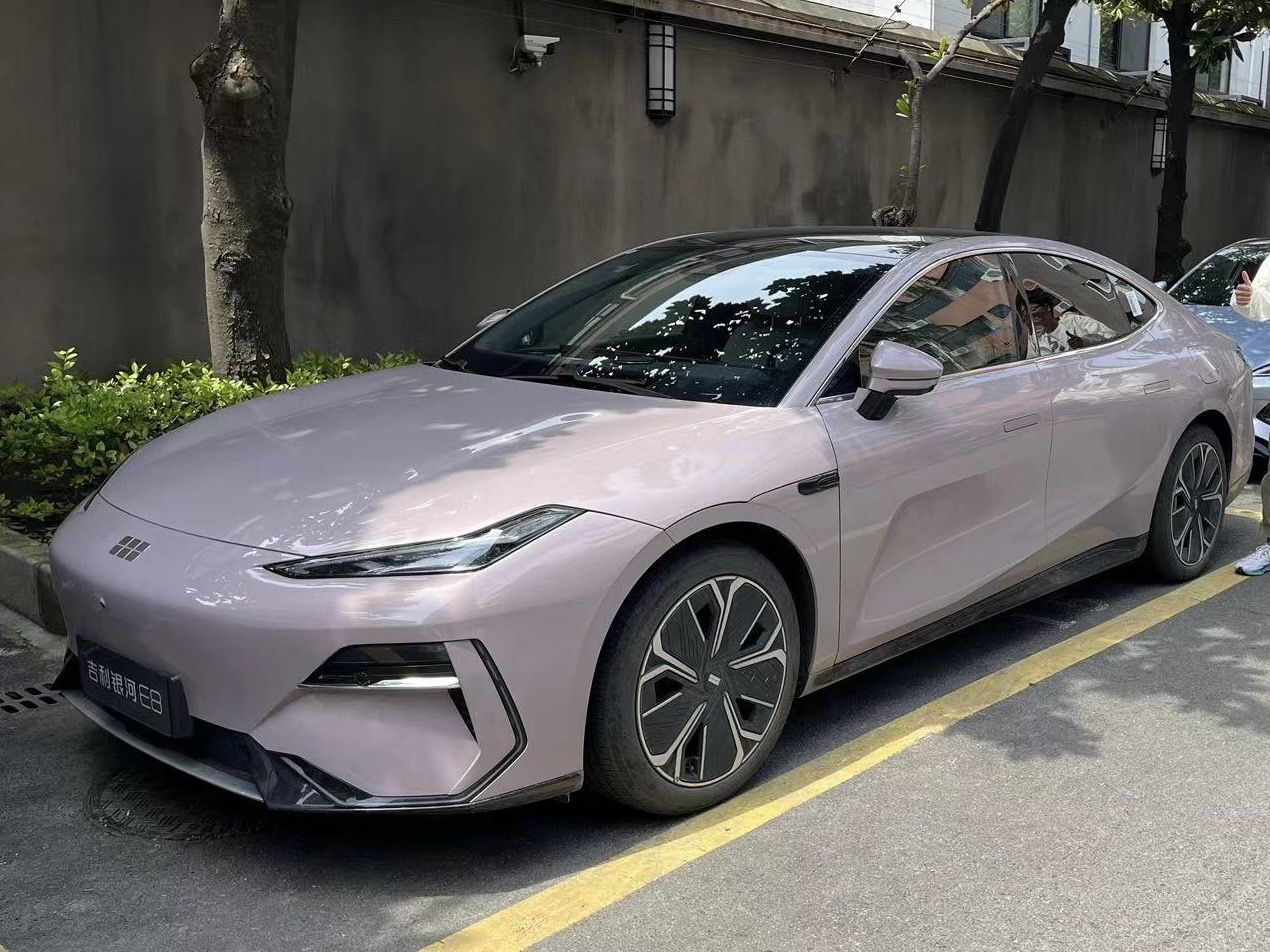
Une voiture électrique de la marque chinoise Geely. La Commission Européenne impose un taux de 19,9 % sur ses voitures électriques à batterie en 2024.

Le Règlement sur les subventions étrangères (en anglais : Foreign Subsidies Regulation, FSR) est la réponse de l'UE aux subventions étrangères non abordées par le cadre de l'Organisation mondiale du commerce (OMC), notamment en provenance de Chine. Il vise à empêcher les subventions qui faussent les conditions commerciales. À partir du 12 juillet 2023, les entreprises bénéficiant de subventions de pays tiers ayant des effets de distorsion ne pourront plus participer à des fusions de grandes entreprises qui auraient une incidence sur le marché intérieur de l’UE. De plus, ces entreprises ne peuvent plus obtenir de gros marchés publics dans l’UE.
Les concentrations affectant le marché intérieur doivent être notifiées à la direction-générale de la concurrence de la Commission européenne (DG COMP), tandis que les grands contrats publics doivent être notifiés à la direction-générale du marché intérieur (DG GROW). La DG GROW peut également lancer elle-même des enquêtes sur tout type de subventions ayant des effets de distorsion, appelées procédures d'office,,.
Le règlement sur les subventions étrangères s'inscrit dans une boîte à outils plus large comprenant le contrôle des subventions de l'UE (« aides d'État »), le cadre de filtrage des IDE de l'UE et l'Accord sur les subventions et les mesures compensatoires (Accord SMC) de l'OMC.

## Historique des enquêtes
La présidente de la Commission Européenne annonce dans son discours sur l'état de l'Union la première investigation anti-subventions sous le Règlement, le 13 septembre 2023. L'enquête, menée par procédure d'office, vise des producteurs de véhicules électriques à batterie chinois. Elle mène à des taux d'importations provisoires sur plusieurs producteurs, y inclus BYD, Geely et SAIC, à partir du 5 juillet 2024.
La Commission Européenne lance en avril 2024 une enquête contre des subventions chinoises pour le producteur photovoltaïque LONGi (en) et deux entreprises contrôlées par lui.